# Sep (län)

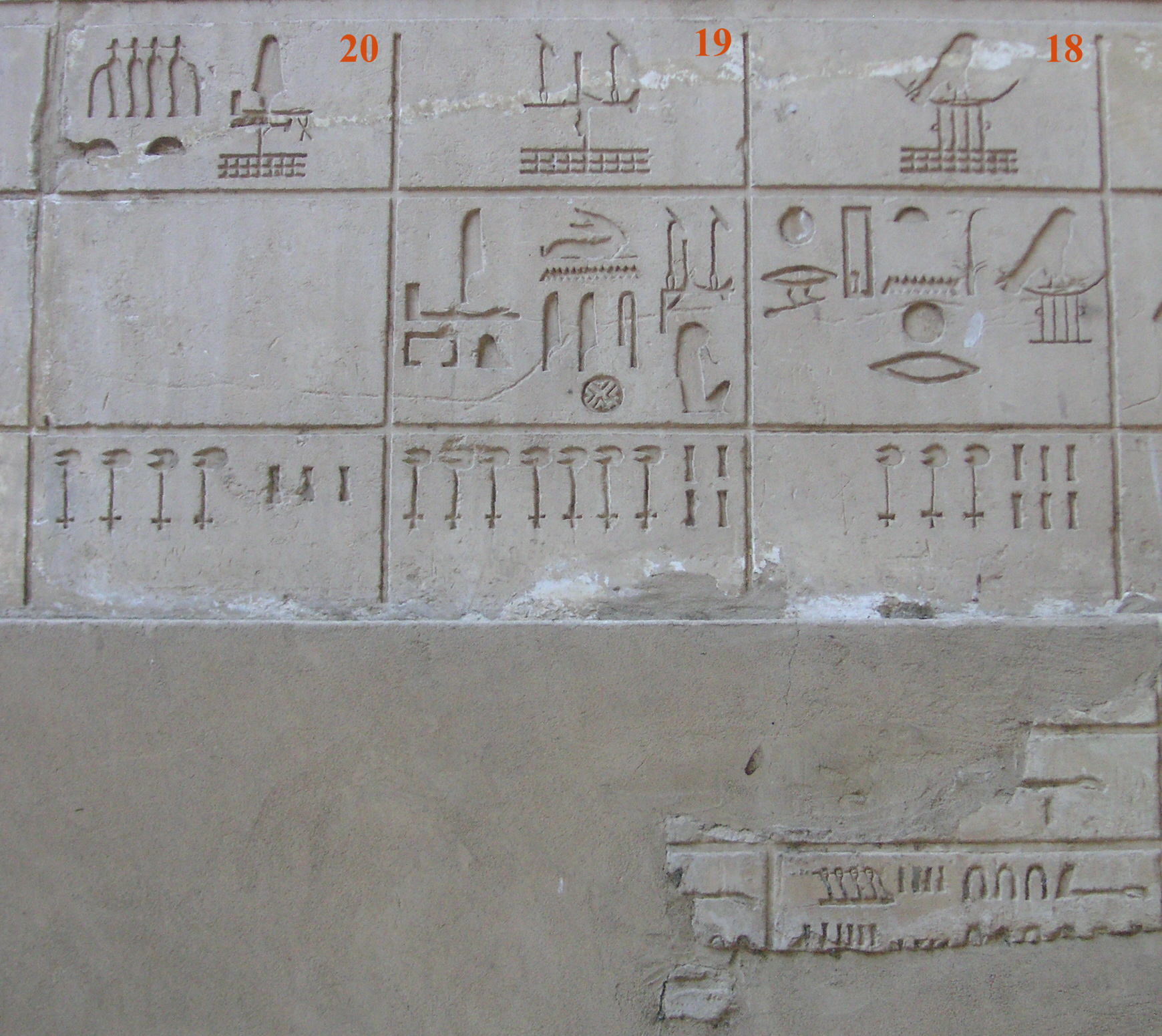
Sep, län 18 på "Vita kapellets" vägg i Karnak.

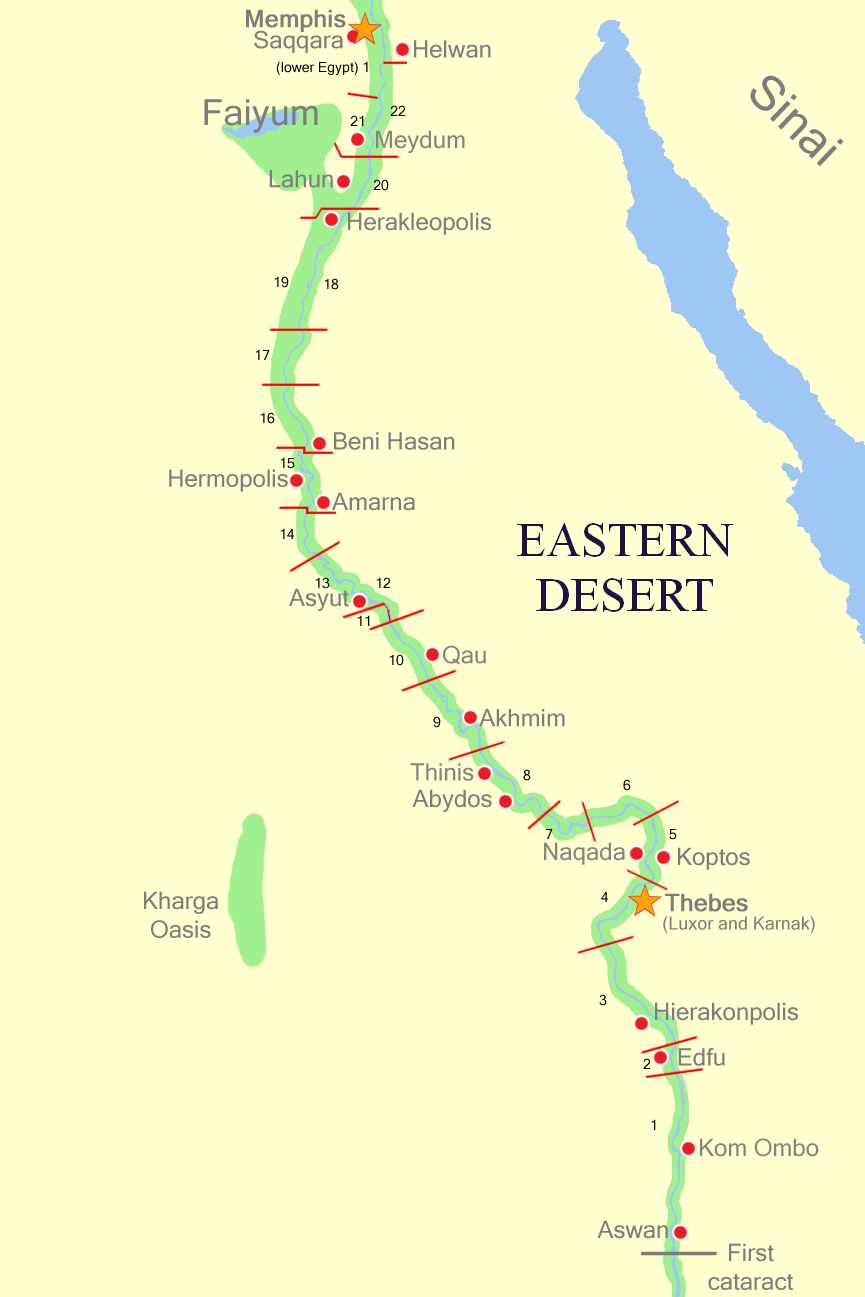
Lägeskarta över nomoi i Övre Egypten.

Sep ("Falk med sträckta vingar", även Nemty) var ett av de 42 nomoi (länen) i Forntida Egypten.
| G7A · R12 · N24 |

Sep med hieroglyfer

## Geografi
Sep var ett av de 22 nomoi i Övre Egypten och hade nummer 18.
Länets yta var cirka 3 cha-ta (cirka 7,5 hektar, 1 cha-ta motsvarar 2,75 ha) med en längd om cirka 6 iteru (cirka 63 km, 1 iteru motsvarar 10,5 km).
Niwt (huvudorten) var Teudjai/Alabastronopolis, även Ankyrononpolis (dagens al-Hiba) och övriga större orter var Hut-Nesu/Hutnesut (dagens Sharuna).

## Historia
Varje län styrdes av en nomark som officiellt lydde direkt under faraon.
Varje Niwt hade ett Het net (tempel) tillägnad områdets skyddsgud och ett Heqa het (nomarkens residens).
Länets skyddsgud var Nemty och bland övriga gudar dyrkades främst Amun, Dunanui, Horus och Sekhmet. En omfattande beskrivning av mytologin i området återfinns i Jumilhac-papyrusen.
Idag ingår området i guvernementet al-Minya.